# Нилу
Нилу (тадж. Нилу) — сельский населённый пункт (тадж. деҳа) в Гиссарском районе РРП Республики Таджикистан. 
Административно относится к сельской общине (джамоату) Горная Ханака (Хонакохи-Кухи).
Расположен на холмистом участке на севере района. Расстояние от села до районного центра (г. Гиссар) — 27 км, до общинного центра (село Чангоб) — 10 км.  
Население — 3833 человек (2017 г.), таджики. 
На территории села имеется СОШ № 50, медпункт, центр здравоохранения, соборная мечеть и 3 пятничных мечетей.

## География
Селение со всех окружено холмами и горами: с севера — холмы Кампирпар, Зогхона, Дахана, Кавраи Кушкак, с восточной стороны — Бинии Кафтархона, Сиёхкух, Гач, Себак, Кухи Бобо, Зардолухако, Чакмак, Кухи Зард, Юрти Гулбиби, Калаи Кухна, с западной стороны — Хайрам, Нонхур, Юрти Чангобихо, Дараи Чормагзакон, Хусангибод, Раватак, с южной стороны —  Шутурпар, Каланак и Тахт.
Источники на территории селения: Себак, Сангчин, Чашмаи Гафур, Чинорак, Чашмаи Мир, Чашмаи Исматулло, Яхак, Гармчашма и Дараи Бедак.
Делится на гузары: Эшонхо, Ёнаи Худои, Сангчин, Сангтуда, Тегаи Намози Дигар, Кулулатеппа, Маркази. 

## История
Селение Нилу имеет 1500-летнюю историю.
Часть жителей переселилась сюда из городка Дахбед Самарканда в XIII—XIV вв, из Истаравшана и Сарихосора.
На территории гузара Эшонхо имеется крепость, которая служила летней резиденцией бека Гиссара Абдукарима (Мири-Зард).